# 吉賀町

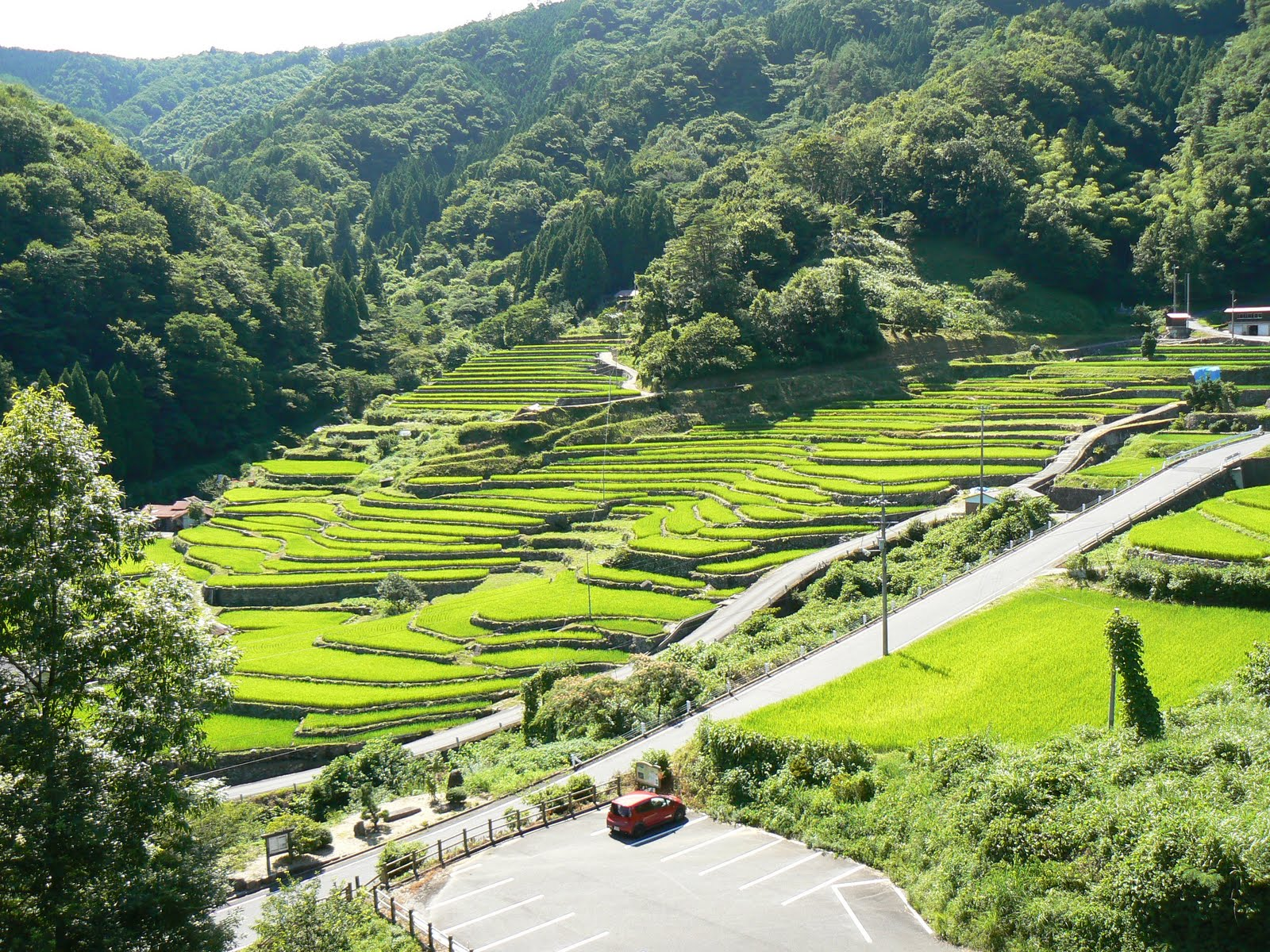
大井谷の棚田全景

吉賀町（よしかちょう）は、島根県の南西部最南端に位置する町。

## 地理
日本海側の県である島根県において、当町も大部分が日本海に流れる高津川流域であるが、中国自動車道以北の岩国市との市町境は錦川支流の深谷川となっており、瀬戸内海への河道となっている。
吉賀地方と呼ばれてきた地域で、江戸時代には吉賀三領（上領、中領、下領）に属する主要街道に位置する宿場町だった。
- 河川：高津川
- 山岳：安蔵寺山　 盛太ヶ岳　大岡山

### 気候
| 吉賀（2006年 - 2020年）の気候      | 吉賀（2006年 - 2020年）の気候 | 吉賀（2006年 - 2020年）の気候 | 吉賀（2006年 - 2020年）の気候 | 吉賀（2006年 - 2020年）の気候 | 吉賀（2006年 - 2020年）の気候 | 吉賀（2006年 - 2020年）の気候 | 吉賀（2006年 - 2020年）の気候 | 吉賀（2006年 - 2020年）の気候 | 吉賀（2006年 - 2020年）の気候 | 吉賀（2006年 - 2020年）の気候 | 吉賀（2006年 - 2020年）の気候 | 吉賀（2006年 - 2020年）の気候 | 吉賀（2006年 - 2020年）の気候 |
| 月                                 | 1月                           | 2月                           | 3月                           | 4月                           | 5月                           | 6月                           | 7月                           | 8月                           | 9月                           | 10月                          | 11月                          | 12月                          | 年                            |
| ---------------------------------- | ----------------------------- | ----------------------------- | ----------------------------- | ----------------------------- | ----------------------------- | ----------------------------- | ----------------------------- | ----------------------------- | ----------------------------- | ----------------------------- | ----------------------------- | ----------------------------- | ----------------------------- |
| 最高気温記録 °C （°F）             | 16.8 (62.2)                   | 20.4 (68.7)                   | 24.4 (75.9)                   | 29.4 (84.9)                   | 33.0 (91.4)                   | 35.1 (95.2)                   | 36.1 (97)                     | 36.8 (98.2)                   | 36.2 (97.2)                   | 30.3 (86.5)                   | 26.0 (78.8)                   | 22.5 (72.5)                   | 36.8 (98.2)                   |
| 平均最高気温 °C （°F）             | 6.8 (44.2)                    | 8.9 (48)                      | 12.9 (55.2)                   | 18.3 (64.9)                   | 23.5 (74.3)                   | 25.7 (78.3)                   | 29.3 (84.7)                   | 30.9 (87.6)                   | 26.4 (79.5)                   | 21.1 (70)                     | 15.4 (59.7)                   | 9.2 (48.6)                    | 19.0 (66.2)                   |
| 日平均気温 °C （°F）               | 2.2 (36)                      | 3.7 (38.7)                    | 6.8 (44.2)                    | 11.6 (52.9)                   | 16.7 (62.1)                   | 20.5 (68.9)                   | 24.4 (75.9)                   | 25.3 (77.5)                   | 21.1 (70)                     | 15.1 (59.2)                   | 9.5 (49.1)                    | 4.3 (39.7)                    | 13.4 (56.1)                   |
| 平均最低気温 °C （°F）             | −1.4 (29.5)                   | −0.7 (30.7)                   | 1.3 (34.3)                    | 5.3 (41.5)                    | 10.6 (51.1)                   | 16.3 (61.3)                   | 20.7 (69.3)                   | 21.3 (70.3)                   | 17.1 (62.8)                   | 10.5 (50.9)                   | 4.8 (40.6)                    | 0.5 (32.9)                    | 8.8 (47.8)                    |
| 最低気温記録 °C （°F）             | −9.8 (14.4)                   | −12.0 (10.4)                  | −6.2 (20.8)                   | −3.4 (25.9)                   | 0.2 (32.4)                    | 6.5 (43.7)                    | 14.1 (57.4)                   | 13.1 (55.6)                   | 8.4 (47.1)                    | 2.6 (36.7)                    | −3.4 (25.9)                   | −5.6 (21.9)                   | −12.0 (10.4)                  |
| 降水量 mm （inch）                 | 102.5 (4.035)                 | 105.3 (4.146)                 | 144.9 (5.705)                 | 147.7 (5.815)                 | 139.0 (5.472)                 | 241.5 (9.508)                 | 340.2 (13.394)                | 189.4 (7.457)                 | 186.6 (7.346)                 | 127.0 (5)                     | 87.2 (3.433)                  | 127.8 (5.031)                 | 1,940.5 (76.398)              |
| 平均降水日数 （≥1.0 mm）           | 14.1                          | 12.3                          | 12.2                          | 10.7                          | 8.8                           | 12.1                          | 13.4                          | 10.1                          | 11.1                          | 8.1                           | 9.7                           | 14.7                          | 137.3                         |
| 平均月間日照時間                   | 76.4                          | 95.7                          | 147.2                         | 178.4                         | 208.1                         | 132.1                         | 135.3                         | 178.4                         | 128.1                         | 146.7                         | 117.4                         | 79.1                          | 1,621.8                       |
| 出典1：Japan Meteorological Agency |                               |                               |                               |                               |                               |                               |                               |                               |                               |                               |                               |                               |                               |
| 出典2：気象庁                      |                               |                               |                               |                               |                               |                               |                               |                               |                               |                               |                               |                               |                               |

### 隣接している自治体
- 島根県：益田市、鹿足郡津和野町
- 山口県：山口市、周南市、岩国市

### 人口
| |                                        |  |
| 吉賀町と全国の年齢別人口分布（2005年） | 吉賀町の年齢・男女別人口分布（2005年） |  |
| ■紫色 ― 吉賀町 ■緑色 ― 日本全国 | ■青色 ― 男性 ■赤色 ― 女性              |  |
| 吉賀町（に相当する地域）の人口の推移 \| 1970年（昭和45年） \| 9,667人 \| \| \| 1975年（昭和50年） \| 9,122人 \| \| \| 1980年（昭和55年） \| 9,415人 \| \| \| 1985年（昭和60年） \| 9,165人 \| \| \| 1990年（平成2年） \| 8,725人 \| \| \| 1995年（平成7年） \| 8,600人 \| \| \| 2000年（平成12年） \| 8,179人 \| \| \| 2005年（平成17年） \| 7,362人 \| \| \| 2010年（平成22年） \| 6,810人 \| \| \| 2015年（平成27年） \| 6,374人 \| \| \| 2020年（令和2年） \| 6,077人 \| \| |                                        |  |
| 総務省統計局 国勢調査より |                                        |  |
| 1970年（昭和45年） | 9,667人                                |  |
| 1975年（昭和50年） | 9,122人                                |  |
| 1980年（昭和55年） | 9,415人                                |  |
| 1985年（昭和60年） | 9,165人                                |  |
| 1990年（平成2年） | 8,725人                                |  |
| 1995年（平成7年） | 8,600人                                |  |
| 2000年（平成12年） | 8,179人                                |  |
| 2005年（平成17年） | 7,362人                                |  |
| 2010年（平成22年） | 6,810人                                |  |
| 2015年（平成27年） | 6,374人                                |  |
| 2020年（令和2年） | 6,077人                                |  |

## 歴史
- 2005年（平成17年）10月1日 - 鹿足郡六日市町・柿木村が新設合併し、吉賀町が発足。

## 行政
- 町長：岩本一巳
- 議会：12名
  - 共産党 1名
  - 無所属 11名

指定金融機関は、島根県農業協同組合（当初は、西いわみ農業協同組合を指定していたが、同組合の合併により、旧・いずも農業協同組合が改称した、島根県農協が継承）。

### 警察署
津和野警察署が管轄。

## 産業

### 主な医療施設
- よしか病院（2024年3月に医療法人カタクリ会を運営者として、新たに開設。旧六日市病院の施設を利用）[3]

### 主な商業施設
- キヌヤ
- サンマート
- ジュンテンドー
- ドラッグストアウェルネス

### 主な企業
- ヨシワ工業

## 教育

### 小学校
- 吉賀町立六日市小学校
- 吉賀町立七日市小学校
- 吉賀町立蔵木小学校
- 吉賀町立朝倉小学校
- 吉賀町立柿木小学校

### 中学校
- 吉賀町立六日市中学校
- 吉賀町立吉賀中学校
- 吉賀町立柿木中学校

### 高等学校
- 島根県立吉賀高等学校

### 専修学校
- 六日市医療技術専門学校（2022年3月末で廃止[4]）

大学入学共通テストの試験場は、出願時、鹿足郡に所在する高校に在学しているか、または、現住所が鹿足郡にある受験生の場合、山口県が試験地区となり、山口県にある試験場が指定される。

## 交通

### 鉄道
町内に鉄道路線は存在しない。鉄道を利用する際の最寄り駅は、六日市地区では錦川鉄道錦町駅、柿木地区がJR山口線日原駅となっている。
かつては錦町駅から町域を通り日原駅へ至る岩日北線が建設されていたが、工事が凍結され未成に終わっている。

### バス路線
- 石見交通 - 広島市・吉賀町・津和野町旧日原町域・益田市を結ぶ高速バス「清流ライン高津川号」を運行する。広島市 - 六日市間のみ高速道路経由であり六日市・七日市・柿木各地区中心部を経由する。
  - 広島駅新幹線口・女学院前・合同庁舎・広島BC - 加計BS - 筒賀PA - 吉和 - 深谷PA - 六日市 - 七日市 - 木部谷橋 - 柿木 - 新畑 - 日原診療所前 - 日原（道の駅） - 横田駅 - 益田駅前 - 益田市役所前 - 石見交通本社
- 六日市交通 - 日原駅と町内を結ぶ路線のほか、町内路線を運行する。
  - JR日原駅 - 日原診療所前 - 新畑 - 木部谷橋 - 柿木 - 七日市 - 六日市
  - 吉賀町内
- 岩国市営錦バス（旧錦町営バス） - 山口県岩国市旧錦町と町内を結ぶ。
  - 錦中学校前 - 錦町駅 - 道の駅 - 大野橋 - 六日市

### 道路
- 中国自動車道：六日市IC - 朝倉PA
- 国道187号

#### 道の駅

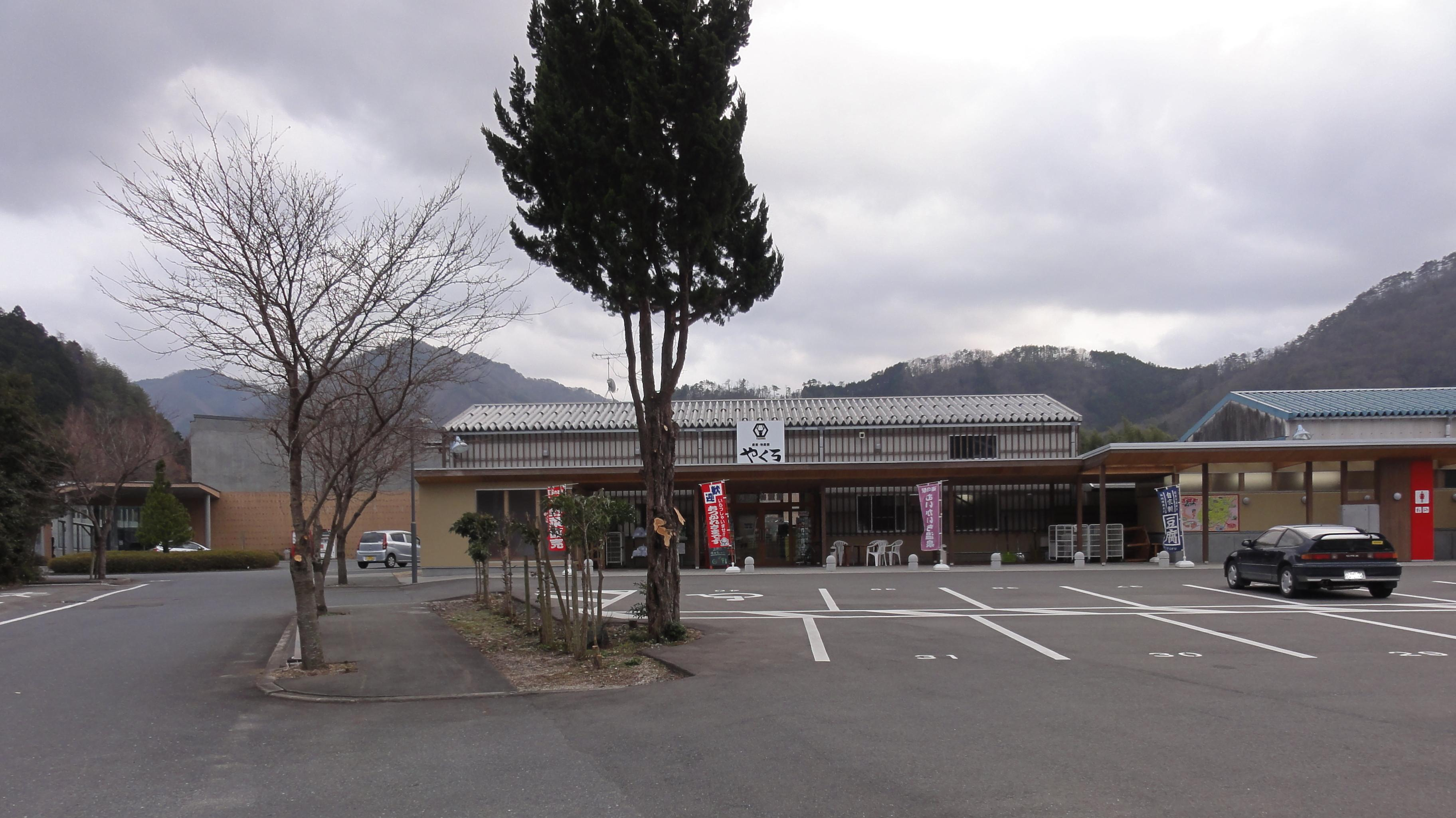
道の駅むいかいち温泉

- かきのきむら
- むいかいち温泉

## 放送通信

### マスメディア
- サンネットにちはら - 津和野町と一部事務組合で運営。

### 市外局番
市外局番は0856 (70 - 89) となっている。
- 0856 (70 - 89) エリア
  - 津和野町・吉賀町

### 郵便番号
郵便番号は以下の通りとなっている。
- 六日市郵便局:699-55xx
- 柿木郵便局:699-53xx

## 名所・旧跡・観光スポット・祭事・催事
- 大井谷の棚田（日本の棚田百選）

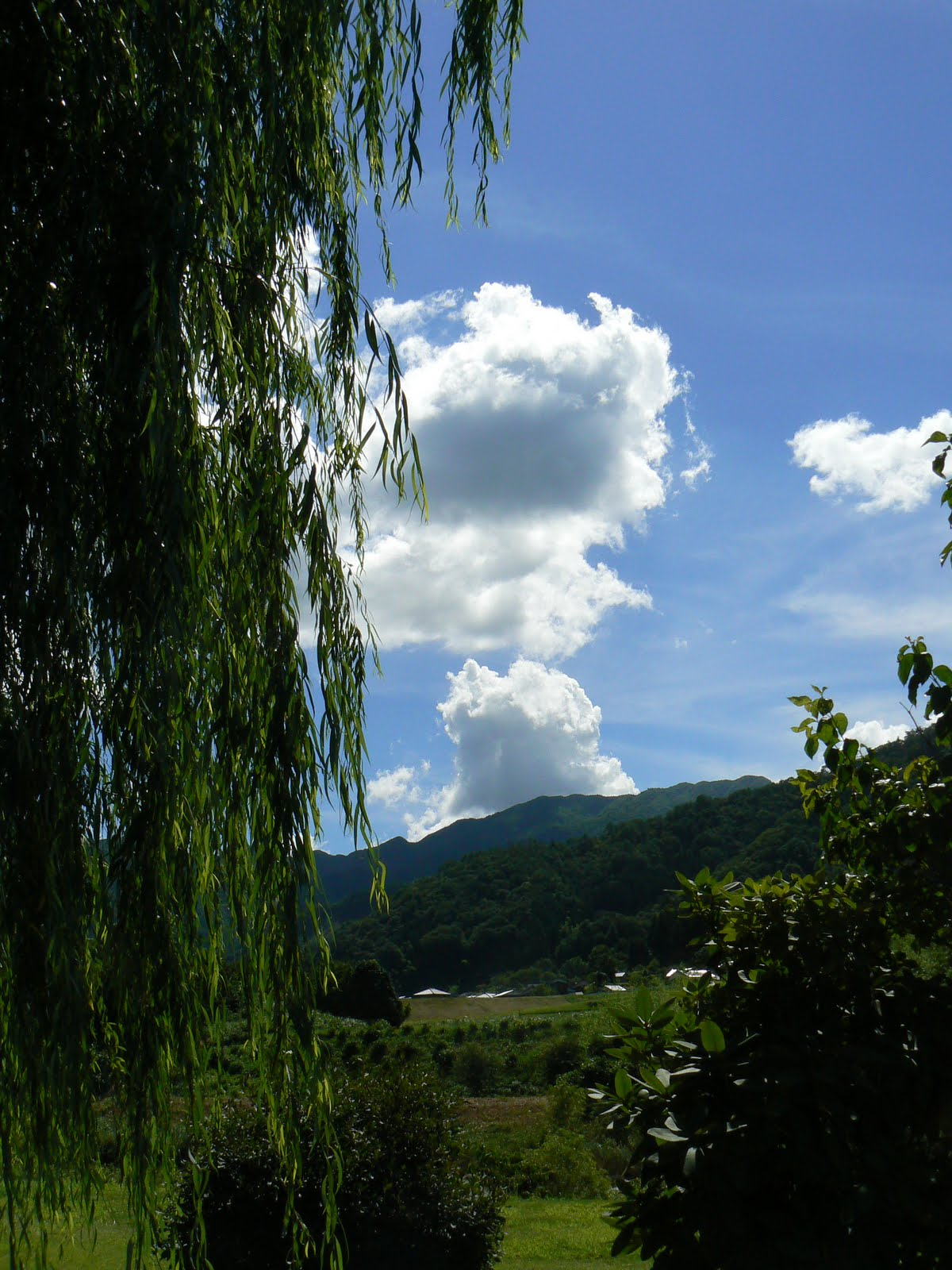
ポケットパーク（吉賀町真田）

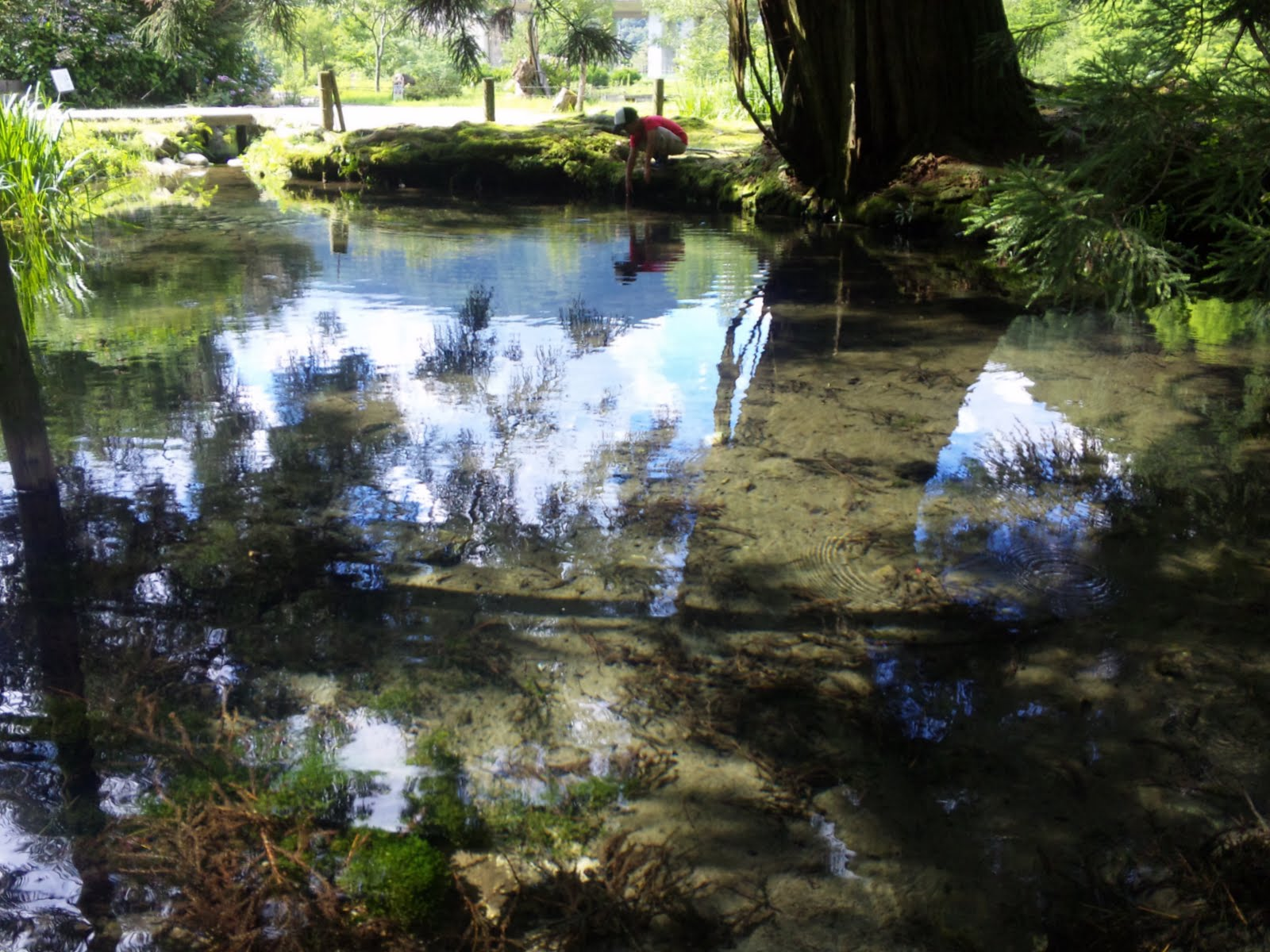
高津川水源（大蛇池）

- 柿木温泉 - 加温あり、加水・消毒無しの源泉掛け流しの温泉。
- 木部谷温泉 - 同上。木部谷温泉は約25分間隔で自噴する間欠泉である。
- 長瀬峡

## 出身の著名人
- 澄川喜一（彫刻家）
- 田原成貴（元中央競馬騎手・調教師）
- 西島義則（競艇選手）
- 森英恵（ファッションデザイナー）
- ダーク大和（マジシャン）
- 内藤博士（石州会六日市病院・元医師）